# L'uomo a rovescio
L'uomo a rovescio (titolo in lingua originale L'Homme à l'envers) è un romanzo poliziesco del 1999 della scrittrice francese Fred Vargas, il secondo, dopo L'uomo dei cerchi azzurri, con protagonista il personaggio del commissario Adamsberg, poliziotto sui generis.
Il romanzo è stato pubblicato per la prima volta in Francia nel 1999 dall'editore Hamy, poi tradotto e pubblicato in Italia nel 2006, da Einaudi.

## Trama
Tra i pendii del massiccio del Mercantour, nel dipartimento francese delle Alpi Marittime, si aggira un lupo di dimensioni spropositate che scende sempre più a valle, attaccando le greggi di ovini della zona. Quando l'animale sbrana e uccide una donna, comincia a prendere corpo l'ipotesi che il responsabile sia un lupo mannaro. 
Camille Forestier, la storica non-fidanzata del commissario Jean-Baptiste Adamsberg e attuale compagna di Lawrence Donald Johnstone, abita da qualche mese nelle montagne del Mercantour e a lei viene chiesto di accompagnare due pastori alla ricerca del lupo mannaro, perché essi possano vendicare la donna uccisa. Camille accetta, ma durante l'inseguimento sarà costretta a rivolgersi proprio ad Adamsberg, che nel frattempo seguiva con interesse alla televisione gli sviluppi della bizzarra storia della belva del Mercantour.

## Edizioni
- Fred Vargas, L'uomo a rovescio, traduzione di Yasmina Mélaouah, collana Stile libero Noir - Big, Einaudi, 2006,  p. 330, ISBN 978-88-06-15687-9.

Il romanzo è uno dei tre raccolti in:
- Fred Vargas, La trilogia Adamsberg, traduzione di Yasmina Mélaouah, SuperET, Einaudi, 2015,  p. 913, ISBN 978-88-06-22856-9.